# Культура Шотландії
Культура Шотландії належить до моделі людської діяльності і є символом, що пов'язаний з Шотландією і шотландським народом. Деякі елементи шотландської культури, такі як окремі національні церкви, охороняються законом, як це погоджено в Договорі про Унію 1706 р. та іншими інструментами.

## Шотландські права

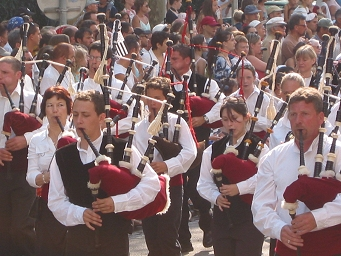
На фестивалі (волинки)

Шотландія зберігає шотландські автономні закони, свою унікальну правову систему, засновану на римському праві, яка поєднує в собі риси як цивільного, так і загального права. Умови союзу з Англією зазначають збереження окремих систем. Шотландські закони відрізняються від системи загального права Англії. Раніше в Шотландії було кілька регіональних правових систем, однією з яких був «Одель закону» (англ. allodail). Це спадок норвезького старого закону, що був скасований в 1611 р. Попри це, шотландські суди визнали верховенство «Одель закону» в деяких випадках у 1990-х роках. Існує рух для відновлення «Одель закону» як частини владних повноважень від Единбурга (Шетланда й Оркнейя). Різні системи, засновані на загальному праві кельтської культури, також існували до 1800-х років. Це свідчить про самобутність Шотландії.

## Фольклор
У ніч на 31 жовтня традиційним і гучним святом у Шотландії є Хелловін. Згадки про нього сягають XVI століття, як шотландське скорочення (All-Hallows-Even). Деякі історики виводять корені цього свята з гельського свята Самайн — вшанування померлих предків. Вважалося, що межа між цим та іншим світом у цей час стає настільки тонкою, що мертві можуть повернутися у світ живих.

## Мова і релігія
Шотландія також має свою власну унікальну сім'ю мов і діалектів: шотландська мова, гельська мова. Створена організація (Columba Project) для підтримки гельської мови громади Шотландії та Ірландії, а також сприяння зв'язкам між ними.
Шотландія зберігає свою національну церкву, окрему від Англії в Сполученому Королівстві. Існує також велика меншість католиків, близько 15 % населення.
Покровителем Шотландії є святий Андрій. День святого Андрія відзначається в Шотландії 30 листопада.

## Клани Шотландії
Традиційне шотландське суспільство мало кланову структуру. Родові громади з внутрішнім патріархальним устроєм, що мають спільного предка. Відмітною ознакою приналежності до того чи іншого клану в шотландців є кілт з характерним для кожного клану малюнком (Т. Н. Тартаном). Слово клан (англ. Clan, гельськ. Clann) гельського походження і перекладається як «діти, потомство, нащадки» (children, offspring, descendants). Історично кожен шотландський клан був родовою громадою — великою групою людей, що мали гіпотетичного спільного предка і об'єднаних під керівництвом лідера або старшини в роду — вождя. Шотландська традиційна кланова система XIV—XVIII століть становила своєрідний, подібний до ірландських кланів, Септил (septs) і королівств, зв'язок патріархально-родового й феодального укладів життя, причому обидва лади були нерозривно пов'язані і слугували взаємною основою й опорою один одному.
Витоки виникнення кланової системи слід шукати в XIII столітті, коли почав руйнуватися попередній суспільний устрій. Старовинні шотландські області-племена: Файф, Атолл, Росс, Морей, Б'юкен, Мар, Ангус, Стратерн, Леннокс, Гелловей, Ментейт — поступово почали втрачати своїх вождів — мормерів — місцевих графів і князів, чиї титули і влада або скасовувалися, або переходили у спадок і концентрувалися в руках нової, переважно нормандської аристократії, серед якої найбільшого успіху досягли керівники шотландського двору і майбутні королі Стюарти. Як результат місцеве населення втратило своїх старих могутніх покровителів — вихідців з тих самих земель, які частково були їхніми родичами. Люди почали об'єднуватися навколо нових лідерів — лердів і баронів, найчастіше людей чужих і прийшлих, які, проте мали тепер законне феодальне право на землю. Водночас оновлена різноманітна еліта, нащадки гелів, пиктів, норвежців, ірландців, норманів, фламандців, англосаксів і навіть угорців, зі свого боку прагнула крім юридичних прав, гарантованих королівською владою, отримати й «родові»: стати «своїми» на місцях і заручитися підтримкою підвладних і підлеглих їм людей.
Основна частина шотландського клану складалася з осіб, пов'язаних між собою кровною спорідненістю по лінії батька. До родичів також належали усиновлені й визнані батьками позашлюбні діти, а також септи — допущені у клан члени іншого клану (найчастіше родинного). До цієї ж частини клану зараховувалися люди, прийняті в нього за будь-які заслуги. Крім безпосередньо родичів до клану входили сторонні особи, які проживають на території клану: полонені, васали, іноземці.
Главою клану вважався вождь. Наступними за значущістю були спадкоємці вождя. Після них згідно з ієрархією шанувалися вожді відгалужень клану.